# Fritz Hofmann (Heimatpfleger)

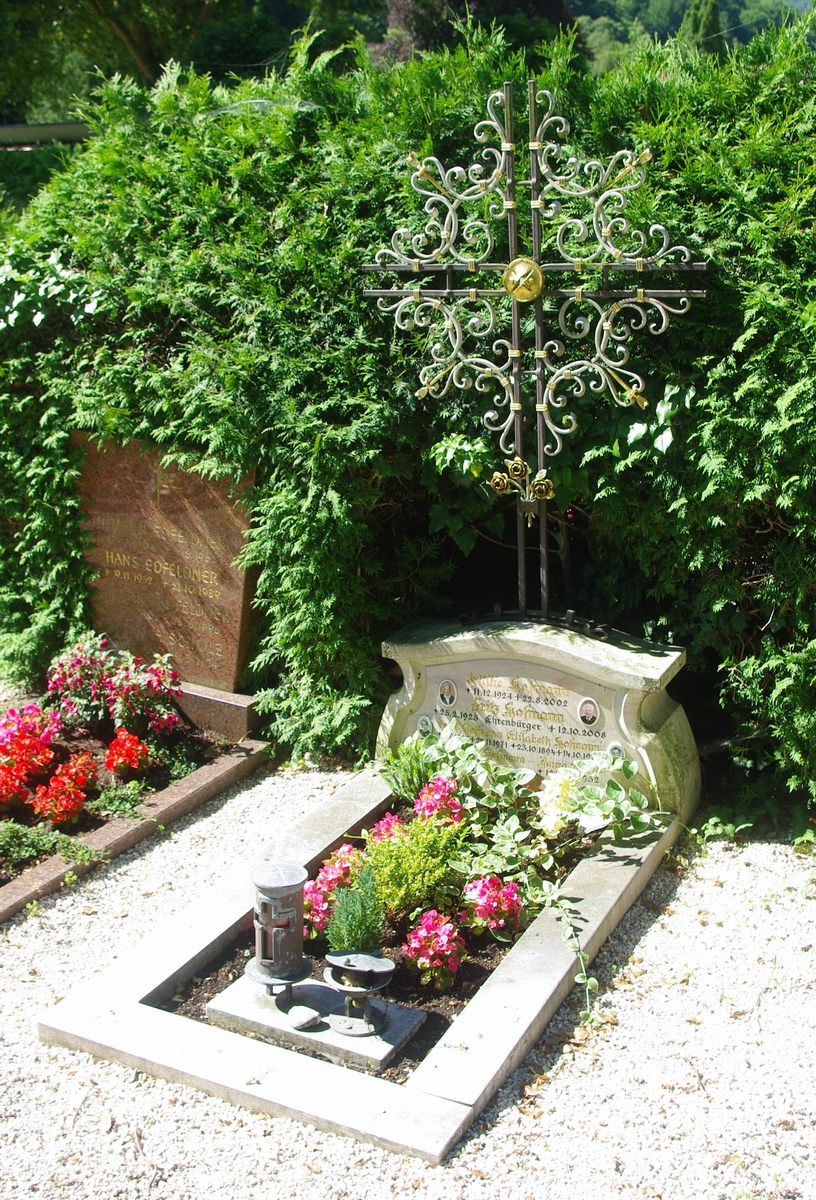
Grabstelle Fritz Hofmann auf dem Friedhof St. Zeno in Bad Reichenhall

Fritz Hofmann (* 1925 in Bergen im Chiemgau; † 12. Oktober 2008) war Stadtheimatpfleger von Bad Reichenhall und wurde für seine Leistungen unter anderem mit dem Bundesverdienstkreuz ausgezeichnet. 

## Leben
Hofmann wurde 1925 in Bergen geboren. Unmittelbar nach seiner Heimkehr aus der Kriegsgefangenschaft engagierte er sich als damals jüngstes Betriebsratsmitglied im Bereich der IG Bergbau in Bayern für die Mitarbeiter der Saline Reichenhall, für die er dann mehr als 40 Jahre tätig war. Darüber hinaus war er kommunalpolitisch 30 Jahre lang als Stadtrat von Bad Reichenhall aktiv, zeitweise auch als 3. Bürgermeister.

## Heimatpflege
Ab den 1950er Jahren begann Hofmann Führungen durch den historischen Quellenbau der Alten Saline Bad Reichenhall anzubieten und sich dabei auch mit der Stadtgeschichte zu beschäftigen. Erste in der Lokalpresse veröffentlichte, heimatgeschichtliche Aufsätze führten zu Kontakten mit Salzburger Wissenschaftlern, die ihn ermunterten, sich noch mehr in die Geschichte Reichenhalls zu vertiefen – hauptberuflich bei der Saline angestellt, setzte er hierbei seinen Schwerpunkt auf die Geschichte des Salzes und dessen Verarbeitung in Reichenhall. Er veröffentlichte zahlreiche Schriften dazu und hielt viele Vorträge. 1965 gründete er den „Verein für Heimatkunde Bad Reichenhall und Umgebung e. V.“, dessen Vorsitzender er über 35 Jahre war. Dieser Verein ermöglichte es, „heimatpflegerische Aufgaben leichter lösen zu können“ und Projekte anzustoßen, wie eine Museumswiedereröffnung, die Sanierung erhaltener Teile der Stadtmauer und vieler Kleindenkmäler.
Eine offizielle Bestätigung bereits bestehender Kompetenzen erfolgte 1968 mit seiner Ernennung zum Stadtheimatpfleger, die später um das Amt des Museumskustos des Städtischen Heimatmuseums erweitert wurden. 2002 legte er die beiden Ämter altersbedingt nieder.

## Auszeichnungen
- Bundesverdienstkreuz
- Goldenes Ehrenkreuz der Bundeswehr
- Ehrenbürgerschaft der Stadt Bad Reichenhall

## Bibliografie

### Sachbücher
- Fritz Hofmann: Deine Garnison Bad Reichenhall, Merkur-Verlag Baden-Baden, 1967
- Fritz Hofmann: 125 Jahre Kurort, Bad Reichenhall von 1846–1971. Privatdruck. Staatl. Kurverwaltung – Bad Reichenhall, Bad Reichenhall 1971.
- Fritz Hofmann: 40 Jahre Garnisonsstadt Bad Reichenhall, Wiedemann-Druck, Bad Reichenhall, 1974
- Fritz Hofmann: Bad Reichenhall in alten Ansichten, Europäische Bibliothek – Zaltbommel/Niederlande 1978
- Fritz Hofmann: Die Schreckensjahre von Bad Reichenhall, w.d.v.-Verlag, 1979
- Fritz Hofmann: Geschichte der Garnison Bad Reichenhall, Ortmann-Druck Mitterfelden, 1983
- Fritz Hofmann: Reichenhaller Salzbibliothek in fünf Bänden, Stadt Bad Reichenhall 1995
  - Band I: Von Besitzern, Ratsherren, Richtern, Pflegern, Arbeitern bei der Saline Bad Reichenhall, der Verstaatlichung durch den Herzog und vom Berggericht bis zur Gründung der BHS
  - Band II: Vom bayerischen Salzwesen
  - Band III: Die Versorgung der Salinen Berchtesgaden, Reichenhall, Traunstein und Rosenheim mit Brennholz
  - Band IV: Die Solequellen von Bad Reichenhall
  - Band V: Vom mittelalterlichen Salzsieden zur modernen Saline – ein geschichtlicher und technischer Abriß
- Fritz Hofmann: Bad Reichenhall, wie es früher war. Sutton Verlag, Erfurt 1999, ISBN 978-3-89702-145-7.

### Herausgeberschaften
- Bad Reichenhall in alten Ansichten. Europäische Bibliothek, Zaltbommel (Niederlande) 1978.

### Mitautor, Mitarbeit
- Kirche und Pfarrei St. Zeno im Wandel der Jahrhunderte (1136–1986). Pfarramt, Bad Reichenhall 1986.
- Alt-Bad Reichenhall – Bilder einer alten Salinen- und Kurstadt. Metz, Tübingen 1989. ISBN 978-3-921580-82-0.
- Die verhinderte Alpenfestung – das Ende des Zweiten Weltkrieges im Raum Berchtesgaden, Bad Reichenhall, Salzburg. Plenk, Berchtesgaden 1996. ISBN 978-3-927957-00-8.